# Juignettes
Juignettes är en kommun i departementet Eure i regionen Normandie i norra Frankrike. Kommunen ligger i kantonen Rugles som tillhör arrondissementet Évreux. År 2022 hade Juignettes 293 invånare.

## Befolkningsutveckling
Antalet invånare i kommunen Juignettes
Referens:INSEE